# Guido Gezelle en muziek
Guido Gezelle en muziek is een aparte rubriek in de beoordeling van het oeuvre van de dichter. Geen dichter heeft de Vlaamse componisten zo geïnspireerd als Guido Gezelle, schreef de musicoloog Jan Dewilde.

## De muzikaliteit van de dichter
In 1895 bracht de jonge toondichter Joseph Ryelandt (1870-1965) bezoek aan de oude priester Gezelle. Bijna een halve eeuw later schreef hij hierover: De goede en geniale Gezelle, zoals vele letterkundigen, kende niks van muziek, alhoewel hij er dikwijls veel in zijn verzen legde.
De componist Herman Roelstraete was het hiermee niet eens. Hij schreef het oordeel van Ryelandt toe aan de moeilijkheden die de man had met het Nederlands en die tot gevolg hadden dat hij het moeilijk had met teksten die wat abstract waren. Het ging toen om verzen die Gezelle op zijn verzoek had geschreven over de veertien staties van de Kruisweg. Hij wees er tevens op dat later door Ryelandt vele gedichten van Gezelle op artistieke en doorvoelde manier tot mooie liederen werden gecomponeerd.
Roelstraete verwees naar het gemak waarmee Gezelle liederen uit het Latijn, het Frans of andere talen kon vertalen op een manier dat de woorden evengoed pasten op de oorspronkelijke melodie, zonder daarbij de vorm en inhoud van de teksten geweld aan te doen. Hij gaf hiervan als voorbeelden:
- De vertalingen van fragmenten uit opera's van Mendelssohn, die in 1884 werden uitgevoerd op concerten in Kortrijk.
- De vertaling van het zeer bekende Minuit chrétien, die volgens hem aan evenwicht en eenvoud won in de Gezelliaanse vertaling.
- De verschillende vertalingen van het liedje Ave Maria de Lourdes tot Te Lourdes op de bergen, of tot In Vlaanderen, op dezelfde zangwijze, waarbij hij het refrein Ave...Ave... omzette in Genade o God...

Hoe dan ook, besloot Roelstraete, of de verzen van Gezelle het nu moeilijk of makkelijk maakten voor componisten, ze straalden op zichzelf een muzikale rijkdom uit die het resultaat was van de wondere gevooisdheid van zijn taal.
Gezelle was vertrouwd met het sterk weer opkomende gregoriaans gezang. De belangstelling die hij ervoor had kwam tot uiting in het ritme van heel wat van zijn gedichten. In 1871 verschenen twee op muziek gezette gedichten van Gezelle, onder meer het bekende O Maria, die daar staat. De composities waren van de hand van zijn vriend Pieter Busschaert. Ze werden gevolgd door meer liederen, gecomponeerd door zijn andere muziekvriend, Edgar Tinel. De volgende toondichters, die uit een jongere generatie kwamen, waren Remi Ghesquiere en Joseph Ryelandt.

## Op bestelling
Veel van de gedichten van Gezelle die hij niet had bestemd om op muziek te worden gezet, waren het later niettemin, omdat ze zich daartoe leenden.
Een zestigtal gedichten werden, meestal op verzoek, geschreven met de bedoeling dat ze zouden worden gezongen. Het ging ongeveer altijd om woorden die hij dichtte om op een bestaande en ruim bekende melodie te kunnen gezongen worden.
Jozef Boets heeft ze in deel 5 van het Verzameld Dichtwerk opgenomen, in de volgende indeling:
- Liederen rond de Verlossing (15 liederen)
- Marialiederen (25 liederen)
- Liederen voor heiligen (14 liederen)
- Allerhande liederen (16 liederen).

De volkse liederen en de politieke liederen nam Boets in zijn 'liedboek' niet op.

## Een overzicht
- Tot in 2023 waren al meer dan 3600 composities gemaakt op teksten van Guido Gezelle. Hiermee is hij de meest muzikaal vertaalde dichter van de Lage Landen. Geen enkele andere dichter heeft de (Vlaamse) componisten zo geïnspireerd als hij. De meest recente compositie werd in opdracht van het ensemble Gezelle Gezongen gecomponeerd door Piet Swerts.
- De meeste composities waren, gelet op de overvloedige gedichtenproductie van Gezelle, onder te brengen in het genre lied of koorwerk. Van Durme, Veremans, De Jong en Celis componeerden oratoria of cantates.
- Ruim 700 componisten componeerden op Gezelles teksten. Daarvan komt het overgrote deel uit Vlaanderen en Nederland.
- Veel buitenlandse componisten waagden zich aan een compositie, veelal op vertaalde gedichten. Zo zijn er composities te vinden in de VS, Australië, Finland, Italië, Duitsland e.a.
- Enkele van de Vlaamse componisten zijn Johan De Stoop, Edgar Tinel, Joseph Ryelandt, Pieter Busschaert, Alfons Mervillie en Remi Ghesquiere, die Gezelle persoonlijk gekend hebben. Enkele andere die, bij leven van de dichter, sommige teksten op muziek zetten waren: Lodewijk Goormachtigh, Jozef Duclos en Frans Mille. In de twintigste eeuw waren het Lodewijk Mortelmans, Renaat Veremans, Robert Herberigs, Jef Van Hoof, August De Boeck, Ernest Brengier, Lodewijk de Vocht, Paul Gilson, Willem Kersters, Jef Van Durme, Vic Nees en Frits Celis. Heel wat priesters componeerden op teksten van Gezelle. Naast Merveillie, Busschaert en Goormachtigh zijn te vernoemen: minderbroeder Didacus van Geyseghem (Ruisbroek, 1859 - Turnhout, 1943), A. Jongen (broer van Joseph Jongen), dom Jozef Kreps, Frans Verhelst, Jules Van Nuffel, Jules Vyverman en Paul Schollaert.
- Ook in Nederland werkten heel wat componisten op teksten van Gezelle. De belangrijkste was Marinus de Jong. Verder: Catharina van Rennes, Julius Röntgen, Max Vredenburg, Rudolf Mengelberg, Henk Badings, Hendrik Andriessen en Jurriaan Andriessen. Ook nog de priester Joannes Anthonius Stefanus van Schaik en de predikant Bernard Smilde (1922-2014).
- De eerste compositie op een gedicht van de jonge Gezelle dateert van 1849, werd gemaakt door Edward Mechelaere, leraar aan het Klein Seminarie in Roeselare op het gedicht de Belg in 1848.
- Het gedicht Moederken is met 101 versies, het meest gecomponeerde Gezellegedicht.
- Het gedicht Het mezennestje, getoonzet door Cornelis Dopper, werd opgenomen in de Nederlandse liedbundel Kun je nog zingen, zing dan mee (eerste druk in 1906). Door de populariteit en lange drukgeschiedenis van dit liedboek (41e druk in 1986) bleef dit decennialang een in ruime kring bekend liedje.
- Will Ferdy bewerkte in 1960 de tekst van Gezelles beroemde gedicht Het Schrijverke tot een lied. Hij was de eerste die in 'het lichte genre' Gezelle bij een breed publiek bekend maakte. Hij werd gevolgd door o.a. Koen Crucke, Rocco Granata, Hennie Vrienten, Jean Blaute, Rina Pia, Pieter Embrechts, Willem Vermandere e.v.a.
- Het valt op dat de belangrijkste Vlaamse componist uit de negentiende eeuw, Peter Benoit, nooit op verzen van Gezelle heeft gecomponeerd. Beiden stonden op religieus en politiek gebied ver van elkaar, wat niet belet dat Gezelle het gelegenheidsgedicht schreef voor het doodsprentje Van Rosalie, de moeder van Benoit. Anderzijds werden later enkele Gezellegedichten op bestaande Benoitmelodieën geplaatst. Dit was onder meer het geval met Het Standaardlied en met Komt kameraden, komt.